# Coração de Maria (ort)
Coração de Maria är en ort i Brasilien.   Den ligger i kommunen Coração de Maria och delstaten Bahia, i den östra delen av landet, 1 100 km öster om huvudstaden Brasília. Coração de Maria ligger 216 meter över havet och antalet invånare är 6 571.
Terrängen runt Coração de Maria är platt. Närmaste större samhälle är Conceição do Jacuípe, 9,4 km söder om Coração de Maria. 
Omgivningarna runt Coração de Maria är huvudsakligen savann. Runt Coração de Maria är det ganska tätbefolkat, med 139 invånare per kvadratkilometer.